# Chili (Nuevo México)
Chili es un lugar designado por el censo ubicado en el condado de Río Arriba en el estado estadounidense de Nuevo México. En el Censo de 2010 tenía una población de 654 habitantes y una densidad poblacional de 76,13 personas por km².

## Geografía
Chili se encuentra ubicado en las coordenadas 36°6′18″N 106°9′10″O / 36.10500, -106.15278. Según la Oficina del Censo de los Estados Unidos, Chili tiene una superficie total de 8.59 km², de la cual 8.5 km² corresponden a tierra firme y (1.03%) 0.09 km² es agua.

## Demografía
Según el censo de 2010, había 654 personas residiendo en Chili. La densidad de población era de 76,13 hab./km². De los 654 habitantes, Chili estaba compuesto por el 59.79% blancos, el 0.15% eran afroamericanos, el 3.06% eran amerindios, el 0.46% eran asiáticos, el 0% eran isleños del Pacífico, el 30.89% eran de otras razas y el 5.66% pertenecían a dos o más razas. Del total de la población el 85.93% eran hispanos o latinos de cualquier raza.